# Poecilotheria

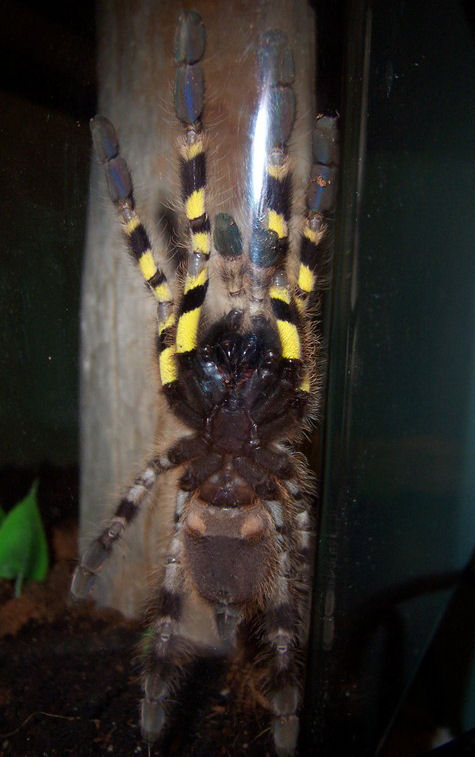
Ventralansicht von Poecilotheria regalis

Poecilotheria ist eine Gattung aus der Familie der Vogelspinnen (Theraphosidae) mit 15 anerkannten Arten, die ausschließlich auf dem indischen Subkontinent (inkl. Sri Lanka) verbreitet sind (Stand: September 2018). Sie ist die einzige Gattung in der Unterfamilie Poecilotheriinae. Im deutschsprachigen Raum werden die Arten der Gattung manchmal auch Ornamentvogelspinnen oder Tigervogelspinnen genannt, wobei sich diese Namen mit den deutschen Bezeichnung für andere Vogelspinnenarten überschneiden. Der wissenschaftliche Gattungsname Poecilotheria setzt sich aus den altgriechischen Wörtern „poikilos“ (= bunt) und „ther“ bzw. „therion“ (= Tier) zusammen und bedeutet somit in etwa „buntes Tier“. Durch ihr ansprechendes Aussehen und die teils beachtliche Größe der Weibchen haben sie sich zu sehr beliebten Tieren in der Terraristik entwickelt und können heute mit relativ wenig Aufwand in Terrarien gepflegt und vermehrt werden.
Alle Vertreter dieser Gattung sind seit dem 28. August 2019 per CITES-Anhang II geschützt.

## Verbreitung
Sämtliche Arten der Gattung kommen in Indien und Sri Lanka vor. Das Vorkommen in Sri Lanka ist flächendeckend. In Zentral-Indien gibt es keine Nachweise, ebenso wenig im Norden oberhalb 23,5° nördliche Breite. Somit wird das Vorkommen scheinbar von der geografischen Tropengrenze bestimmt. Jedoch gibt es Vermutungen, dass im Norden Indiens noch weitere Arten vorkommen könnten. Die Verbreitung in Indien ist durch die Bewaldung bestimmt, die entlang der Küsten in einem etwa 400 km breiten Streifen auftritt. Durch die Breite des Landes bedingt laufen die beiden Streifen nach Süden hin zusammen und die Gattung kommt ab etwa der Hälfte Indiens nach Süden hin ebenfalls flächendeckend vor. Die Gesamtausdehnung des Verbreitungsgebietes umfasst somit über 2000 km in Nord-Süd-Richtung, über 1500 km in Ost-West-Richtung und reicht von Meeresspiegelhöhe bis auf Höhenlagen über 2000 m.

## Lebensraum
Den natürlichen Lebensraum aller Arten der Gattung bilden Wälder unterschiedlicher Klimazonen. Es treten alle Übergänge auf, vom heißen Trocken- oder Dornwald bis hin zu feuchten Monsunwäldern und den kühleren Bergnebelwäldern. Aufgrund der Einflüsse des Menschen sind manche Arten auf sehr kleine Areale zurückgedrängt worden (Poecilotheria smithi) oder konnten sich aufgrund eher geringer Ansprüche an das Habitat über weite Teile Indiens verbreiten und kommen in landwirtschaftlich genutzten Monokulturen (meist Ölpalmen) mit teilweise sehr hohen Populationsdichten vor (Poecilotheria fasciata). Bei manchen Arten gibt es sogar Vorkommen in Gärten und in menschlichen Behausungen, sodass manche Arten sogar als Kulturfolger zu bezeichnen sind.

## Merkmale
Es handelt sich um mittelgroße bis große Vogelspinnen von 5 cm (Poecilotheria subfusca) bis 9 cm (Poecilotheria rufilata) Körperlänge und 12 bis 20 cm Beinspannweite. Zwischen den Geschlechtern liegt ein Geschlechtsdimorphismus bezüglich der Größe und der Färbung vor. Adulte Weibchen sind wesentlich kräftiger gebaut und kontrastreicher gezeichnet als die Männchen. Die adulten Männchen hingegen sind im Verhältnis wesentlich zierlicher und langbeiniger gebaut als die weiblichen Tiere und ihre kontrastreiche Zeichnung der Körperoberseite löst sich (außer bei Poecilotheria metallica) schrittweise ab einem gewissen Entwicklungsstadium oder erst nach der Reifehäutung fast vollständig auf. Als Besonderheit besitzen alle Arten ein aus Haaren und Borsten bestehendes Stridulationsorgan zwischen Cheliceren und Tastern, mit dem sie bei Bedrohungen zischende Laute von sich geben können. Ähnlich gebaute Organe finden sich bei der (wahrscheinlich näher verwandten) Vogelspinnengattung Psalmopoeus.
Alle Arten haben dorsal eine eichenblattartige Blattzeichnung (Folium) auf dem Opisthosoma und unterschiedliche Streifen- und Fleckenmuster auf dem Carapax und den Beinen. Bei den meisten Arten dominieren auf der Dorsalseite Grautöne mit einzelnen schwarzen Elementen, wie etwa den Tigerstreifen auf dem Opisthosoma. Einige Arten zeigen aber auch Brauntöne (Poecilotheria miranda, Poecilotheria subfusca), besitzen gelbliche Zeichnungselemente (Poecilotheria rufilata, Poecilotheria subfusca, Poecilotheria metallica) oder sind sogar blau gefärbt (Poecilotheria metallica). Zusätzlich können rote (Poecilotheria formosa) oder rosa (Poecilotheria regalis, Poecilotheria striata) Haare bestimmte Stellen des Körpers bedecken.
Auf der Ventralseite sind die Beine gelb-schwarz oder weiß-schwarz gebändert. Bei Poecilotheria metallica und Poecilotheria rufilata kommen noch blau-irisierende Elemente hinzu. Sind gelbe Bänder vorhanden ersetzen diese die weißen Bänder der Dorsalseite der Beinen, wodurch sich ein besonders starker Kontrast zwischen gelben und schwarzen Bändern ergibt. Bei dieser sehr auffälligen Warnfärbung handelt es sich um einen Aposematismus, mögliche Fressfeinde abzuschrecken, denen drohend die Unterseite des erhobenen Vorderleibs gezeigt wird. Die Poecilotheria warnen damit vor ihrem Toxin. Diese Zeichnungen können in den meisten Fällen zur eindeutigen Bestimmung der Art herangezogen werden.
Die Nymphen sehen zu Beginn noch recht unscheinbar aus, auch wenn sich schon die zukünftige Zeichnung erkennen lässt. Sie entwickeln schon in einem früher Stadium die typische, kontrastreiche Zeichnung der Dorsalseite. Die Warnfärbung auf der Ventralseite der Laufbeine folgt jedoch erst später.

## Lebensweise
Alle Arten sind Baumbewohner und leben bevorzugt in Baumhöhlen, Astlöchern oder seltener unter lockerer Rinde. Offene Verstecke werden selten benutzt. Eine Population von Poecilotheria regalis, als anpassungsfähigste Art der Gattung, soll sogar Felsspalten bewohnen und einige Individuen wurden auf der Flucht beim Tauchen in mit Wasser vollgelaufenen Baumstümpfen beobachtet. Der Durchmesser der Baumhöhlen wird so gewählt, dass er in etwa der Körperlänge der Tiere entspricht. Arten, die weniger soziale Tendenzen zeigen und somit auch eine geringere Individuendichte im Verbreitungsgebiet zeigen, wählen relativ schmale, hohe Bäume. Im Gegensatz zu solchen Arten zeigt vor allem Poecilotheria subfusca eine starke Neigung zur Koloniebildung. Tiere dieser Art bewohnen öfter sehr alte Bäume mit großem Stammdurchmesser. In diesen Bäumen (z. B. Zypressen) gibt es viele Hohlräume, die den relativ kleinen Tieren ausreichend Platz bieten und somit von mehreren adulten Tieren bewohnt werden. Jungtiere leben in Ausnahmefällen in Verstecken am Boden, was jedoch untypisch ist.
Die Verstecke werden in den meisten Fällen nach ganz bestimmten Kriterien gewählt. Bevorzugt werden Hohlräume, deren Öffnung tief liegt oder nach unten gerichtet ist, sodass Regenwasser kaum eindringen kann (es gibt hier Ausnahmen bei manchen Arten). Die Öffnungen sind oft nur so groß, dass die Tiere gerade noch hindurch passen. Dies hat zum Vorteil, dass in trockenen Klimazonen durch die kleinen Öffnungen, die zudem tagsüber noch sehr dicht mit Gespinst verschlossen werden, nur wenig Feuchtigkeit entweichen kann. Dies sichert den Tieren ein Mikroklima, in dem sie während der teils sehr harschen Trockenzeit überhaupt überleben können. Da die Tiere hauptsächlich dämmerungs- und nachtaktiv sind, erfahren sie durch dieses konstante Mikroklima auch kaum Temperatur- und Luftfeuchtigkeitsunterschiede beim Verlassen des Unterschlupfes, da das Mikroklima den Verhältnissen bei Nacht meist sehr nahekommt.
Manche Arten zeigen ein für Vogelspinnen ungewöhnlich tolerantes Verhalten gegenüber Artgenossen, sodass manchmal eine große Höhle von mehreren adulten Weibchen bewohnt wird und sogar Brutpflege in Form von Verteidigung und Fütterung der geschlüpften Jungspinnen beobachtet wurde. Da Beobachtungen von Kooperation zwischen adulten Tieren fehlen, kann jedoch noch nicht von echter Sozialität gesprochen werden.

## Abwehrverhalten und Giftwirkung
Die Vogelspinnen der Gattung Poecilotheria sind, entgegen der weit verbreiteten Meinung, nur leicht aggressiv, wobei individuelle Unterschiede existieren können. Sie ziehen sich meist schon bei geringen Störungen schnell in ihren Unterschlupf zurück und vermeiden eine direkte Konfrontation mit dem Störenfried. Bei einem Fehlen von geeigneten Verstecken oder Fluchtmöglichkeiten wenden sich die Tiere dem Angreifer zu und gehen in eine Abwehrstellung. Dabei präsentieren sie die Warnfärbung unter den Vorderbeinen und erzeugen zischende Laute mittels ihres Stridulationsorgans. Bei anhaltender Störung schlagen sie zunächst mit den Vorderbeinen nach dem Angreifer, bevor sie als letzte Option den Giftbiss wählen, um den Angreifer in die Flucht zu schlagen.
Das Gift der Poecilotheria-Arten ist stärker als das der meisten anderen Vogelspinnen. Die Letale Dosis wurde für Mäuse als LD50 von 5–14 mg per 1 kg Körpergewicht bestimmt. Insekten und andere Kleintiere sterben infolge eines Giftbisses meist. Auftretende Folgen für Menschen sind lokale, teils strahlende Schmerzen, lokale Schwellungen und starke Rötungen, die bis zu einer Woche anhalten können sowie Krämpfe, typischerweise mit motorischer Stereotypie, die verschiedene Muskeln betreffen können und mehrere Tage andauern können, in Ausnahmefällen auch mehrere Wochen. Eine Begutachtung durch einen Arzt sollte daher in jedem Fall erfolgen. Besonders für Allergiker ist Vorsicht geboten, da die Giftwirkung hier stärker ausfallen kann. Als erste Gegenmittel scheinen sich Chlorpromazin, Oxcarbazepin, Tolperison und Xylazin zu bewähren. Chlorpromazin wirkt der Muskelverkrampfung entgegen, während Oxcarbazepin und Xylazin die Stereotypie mildern.

## Entwicklung
Wie bei allen Vogelspinnen kümmern sich die Muttertiere um den Kokon, indem sie ihn regelmäßig drehen und in ihrer Höhle umhertragen. Im Gegensatz zu der üblichen Entwicklung bei Jungspinnen vom Ei über eine Prälarve und eine Larve zur Nymphe und schließlich zum geschlechtsreifen Tier, gibt es bei den Arten Poecilotheria formosa, Poecilotheria metallica, Poecilotheria miranda und Poecilotheria tigrinawesseli ein weiteres Entwicklungsstadium. Bei diesen Vogelspinnen wird während der Larvenentwicklung zwischen Larve I und Larve II unterschieden. Die Larve II entspricht bei diesen Arten der „normalen“ Larve anderer Spinnen, wohingegen die Larve I eine Zwischenform in der Entwicklung darstellt. Diese Form scheint durch eine Verzögerung der Entwicklung um etwa 3 Wochen und kannibalische Tendenzen (gerade bei ansonsten sehr verträglichen Arten) eine Anpassung an das Klima zu sein. In der Zeit, in der dieses Entwicklungsstadium auftritt (Prämonsun) gibt es aufgrund von Trockenheit und Hitze wenig Nahrung, sodass Entwicklungsverzögerungen und Kannibalismus das Überleben wenigstens einiger Jungtiere sichern, bis die klimatischen Bedingungen günstiger sind und das Nahrungsangebot größer ist.
Das gleiche Entwicklungsstadium wurde bei Vogelspinnenarten der Gattung Psalmopoeus beobachtet.

## Systematik
Innerhalb der Familie der Vogelspinnen (Theraphosidae) wird die Gattung nach Günter Schmidt in eine eigene Unterfamilie, die Poecilotheriinae, gestellt. Aufgrund der einzigartigen Entwicklung einiger Arten mit zwei Larvenstadien wurde gemäß dem Parsimonieprinzip gelegentlich davon ausgegangen, dass die Gattungen Poecilotheria und Psalmopoeus (Psalmopoeinae inkl. Tapinauchenius) als Schwestertaxa unmittelbar miteinander verwandt sind. Jedoch waren die Verwandtschaftsverhältnisse zwischen den beiden Gattungen, bzw. der drei Gattungen der beiden Unterfamilien, lange umstritten. Einige Autoren, wie z. B. Robert J. Raven, stellen die drei Gattungen zusammen mit einigen Anderen in die Unterfamilie Selenocosmiinae. Die Analyse von molekularen Daten zeigte jedoch mehrfach, dass Poecilotheria nicht zu den Selenocosmiinae gehört. Stattdessen ist die Einordnung als eigene Unterfamilie Poecilotheriinae nach Günter Schmidt diejenige, welche hier unterstützt wird. Die innere Systematik der Gattung Poecilotheria ist ebenfalls noch nicht geklärt, auch wenn es einzelne Hinweise auf die verwandtschaftlichen Beziehungen gibt. Die abgeschiedene Stellung von Poecilotheria metallica als Adelphotaxon der übrigen Arten innerhalb der Gattung dürfte gesichert sein, da es die einzige Art ist, bei der fast kein Geschlechtsdichromatismus besteht und die Spermathek der Weibchen zweigeteilt ist. Ob es sich hierbei um die basalste und somit älteste oder abgeleitetste und somit jüngste Art der Gattung handelt lässt sich ohne taxonomische Untersuchungen jedoch nicht sagen.

### Arten

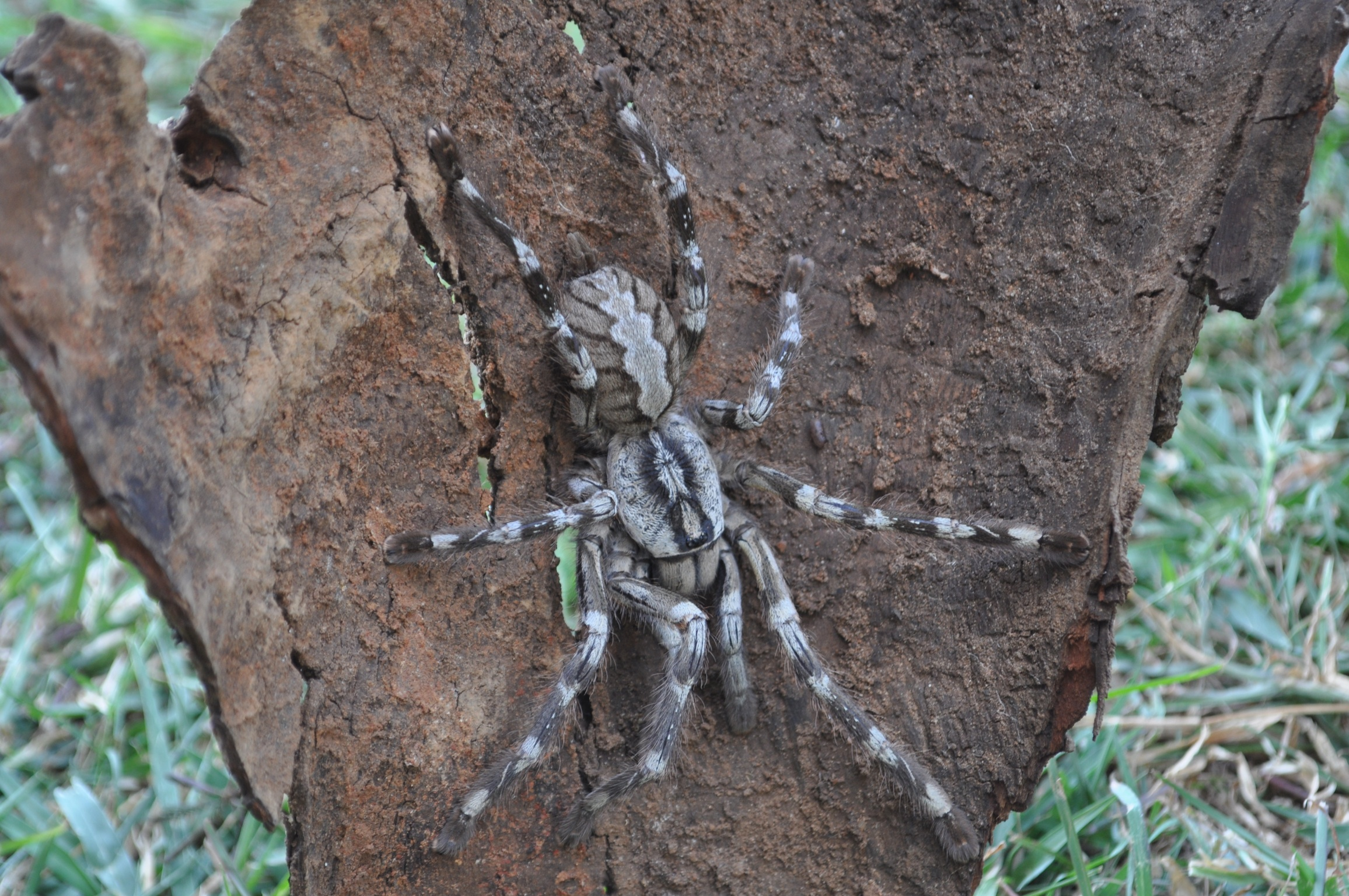
Weibchen von Poecilotheria rajaei

Der World Spider Catalog listet für die Gattung Poecilotheria aktuell 15 Arten. (Stand: September 2018)
- Poecilotheria fasciata (Latreille, 1804)
- Poecilotheria formosa Pocock, 1899
- Poecilotheria hanumavilasumica Smith, 2004
- Poecilotheria metallica Pocock, 1899
- Poecilotheria miranda Pocock, 1900
- Poecilotheria ornata Pocock, 1899
- Poecilotheria rajaei Nanayakkara, Kirk, Dayananda, Ganehiarachchi, Vishvanath & Kusuminda, 2012[13]
- Poecilotheria regalis Pocock, 1899
- Poecilotheria rufilata Pocock, 1899
- Poecilotheria smithi Kirk, 1996
- Poecilotheria srilankensis Nanayakkara, Ganehiarachi, Kusuminda, Vishvanath, Karunaratne & Kirk, 2020
- Poecilotheria striata Pocock, 1895
- Poecilotheria subfusca Pocock, 1895
- Poecilotheria tigrinawesseli, Smith, 2006
- Poecilotheria vittata Pocock, 1895

### Synonyme
Es gibt eine Reihe von anerkannten Synonymen fast aller Arten der Gattung. Gabriel et al. revidierten 2013 durch eine Arbeit die Zuordnung einiger Synonyme und die Validität einiger Taxa, deren Artstatus angezweifelt wurde. Darüber hinaus gibt es jedoch immer noch einige Arten und Artengruppen deren systematischer Status noch nicht abschließend geklärt ist.
Der Artstatus von Poecilotheria hanumavilasumica Smith, 2004 ist zumindest fragwürdig. Die Art unterscheidet sich von Poecilotheria fasciata ausschließlich durch einen sehr kleinen schwarzen Streifen ventral auf den Femora des 4. Beinpaares. Krehenwinkel et al. erwähnen, dass die ventrale Zeichnung innerartlich nicht völlig stabil ist. Dies wird ebenfalls von Terrarianern bei Poecilotheria ornata beobachtet. Von dieser Art existieren zwei Farbformen (Poecilotheria ornata und Poecilotheria ornata „light form“ bzw. Poecilotheria ornata „blue“), die sich ebenfalls nur durch eine kleine Variation der ventralen Zeichnung auf den Femora des 4. Beinpaares unterscheiden. Ebenfalls wird von Hobby-Haltern berichtet, dass Tiere beider Farbformen aus demselben Kokon schlüpfen können.
Durch die Instabilität einiger innerartliche morphologischen Merkmale verlor bereits Poecilotheria nallamalaiensis Rao, Bastawade, Masqsoodjaved & Krishna, 2006 im Jahr 2010 durch eine frühere Revision Ray Gabriels den Artstatus und wurde mit Poecilotheria formosa synonymisiert. Die Autoren um Rao nutzten u. a. die Anzahl der Höcker auf der Innenseite der Tastercoxa als Unterscheidungsmerkmal zu Poecilotheria formosa. Gabriel stellte bei Untersuchungen von mehreren Poecilotheria formosa-Exemplaren aus demselben Verbreitungsgebiet jedoch fest, dass auch dieses Merkmal höchst variabel ist.
Ebenfalls schwierig gestaltet es sich bei der Poecilotheria subfusca-Arten- bzw. Formengruppe. Hier wird oftmals von einer Hochlandform und einer Tieflandform gesprochen. Beide Formen unterscheiden sich in Größe, Dorsalfärbung und der Höhenlage des Verbreitungsgebietes auf Sri Lanka erheblich. Es wird vermutet, dass es sich bei den Formen um Poecilotheria subfusca Pocock, 1895 (Hochlandform) und um Poecilotheria bara Chamberlin, 1917 (Tieflandform) handelt, wobei momentan Poecilotheria bara als Synonym von Poecilotheria subfusca gilt. Zu dieser Artengruppe zählt auch Poecilotheria uniformis Strand, 1913, die seit ihrer Erstbeschreibung nicht wiedergefunden wurde und nur durch je ein weibliches und ein männliches Typusexemplar bekannt ist. Der Artstatus wurde mittlerweile aberkannt und Poecilotheria uniformis Strand gilt als Synonym von Poecilotheria subfusca Pocock.
Durch die Revision von Gabriel et al. konnte auch nach langer Zeit der Status von Poecilotheria vittata Pocock, 1895 geklärt werden, wodurch er zum Artstatus erhoben und der bis dato verwendete Name Poecilotheria pederseni Kirk, 2001 als ein Synonym festgelegt wurde. Poecilotheria vittata wurde bis zu dieser Erkenntnis seit einer Arbeit von Peter J. Kirk im Jahr 1996 als Synonym von Poecilotheria striata betrachtet.
Vor allem Poecilotheria pococki Charpentier, 1996 wurde schon seit langer Zeit inoffiziell nicht anerkannt und bereits vor der Revision durch Gabriel et al. 2013 von Krehenwinkel et al. und Nanayakkara et al. als ein Synonym von Poecilotheria smithi Kirk, 1996 aufgeführt. Diese Ansicht wurde ebenfalls von verschiedenen Autoren vertreten und allgemein anerkannt.
Die erst im Jahr 2014 beschriebene Art Poecilotheria chaojii Mirza et al. 2014 wurde mittlerweile von Sherwood, 2019 als Synonym von Poecilotheria tigrinawesseli erkannt.